# Gaetano Cottone, principe di Castelnuovo
Gaetano Cottone, principe di Castelnuovo (Palermo, 14 agosto 1714 – Palermo, 20 ottobre 1803), è stato un nobile e politico italiano.

## Biografia
Figlio di Carlo e di Anna Maria Morso, fu nobile tra i più eminenti di Sicilia. Nel 1764 venne investito del titolo di principe di Castelnuovo. Dopo l'investitura divenne governatore della Compagnia dei Bianchi e successivamente governatore del Monte di pietà, sempre nella sua città natale.
Ottenne altri incarichi da parte del re Ferdinando III, tra i quali quello di Vicario generale dei regi caricatori e di rettore dell'ospedale di Palermo.
A lui si deve la costruzione della villa Castelnuovo a Palermo.